# Тео Форнер
Тео Форнер (фр. Théo Forner) — французький регбіст, олімпійський чемпіон. 
Золоту олімпійську медаль та звання олімпійського чемпіона Форнер виборов на Паризькій олімпіаді 2024 року в складі збірної Франції з регбі-7.